# Astelia subulata
Astelia subulata är en enhjärtbladig växtart som först beskrevs av Joseph Dalton Hooker, och fick sitt nu gällande namn av Thomas Frederic Cheeseman. Astelia subulata ingår i släktet Astelia och familjen Asteliaceae. Inga underarter finns listade i Catalogue of Life.